# Kanton Sainte-Luce

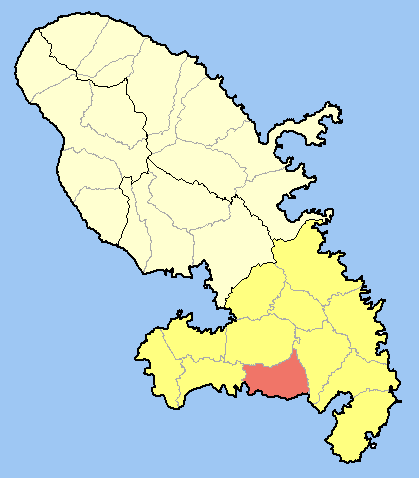
Lage des Kantons Sainte-Luce im Arrondissement Le Marin und im Übersee-Département Martinique

Der Kanton Sainte-Luce war ein Kanton im französischen Übersee-Département Martinique im Arrondissement Le Marin. Er umfasste die Gemeinde Sainte-Luce.
Vertreter im Generalrat des Départements war seit 2008 Jean-Philippe Nilor. 